# Johnny Jordaan
Johnny Jordaan, pseudonimo di Johannes Hendricus van Musscher (Amsterdam, 7 febbraio 1924 – Amsterdam, 8 gennaio 1989), è stato un cantante olandese, professionalmente in attività dalla metà degli anni cinquanta e annoverato tra i principali interpreti del genere levenslied del secondo dopoguerra.
Nel corso della sua carriera, pubblicò oltre una trentina di album. Tra i suoi brani di maggiore successo, figurano Bij ons in de Jordaan, Geef mij maar Amsterdam e Een pikketanussie.
Nel corso della sua carriera collaborò con la cantante Tante Leen. A lui è stata intitolata una piazza nella sua città natale, la Johnny Jordaanplein.

## Biografia

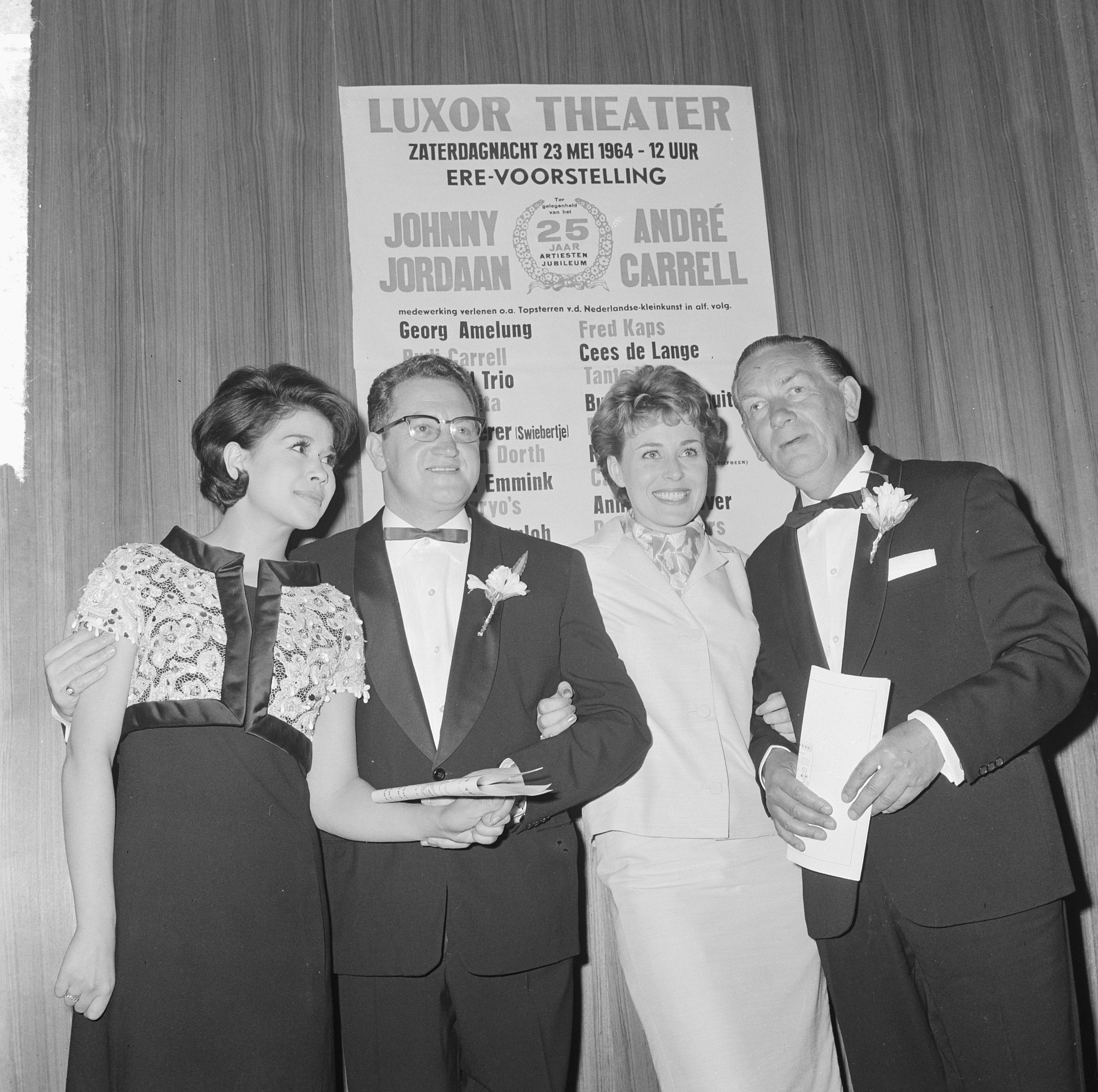
Johnny Jordaan con André Carrell, Anneke Grönloh e Ansje van Brandenbrug nel 1964

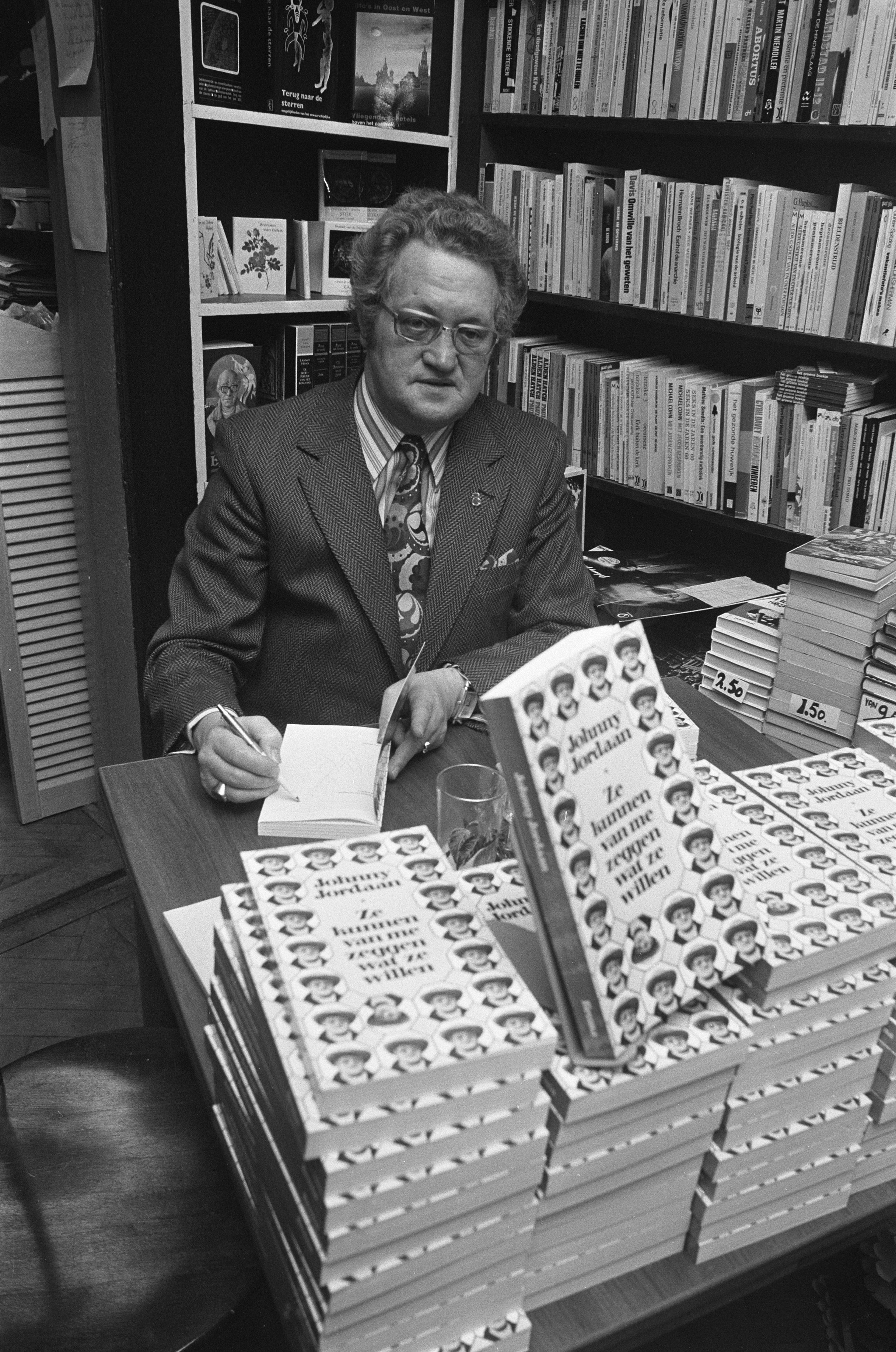
Johnny Jordaan nel 1972 mentre firma un suo libro in una libreria di Amsterdam

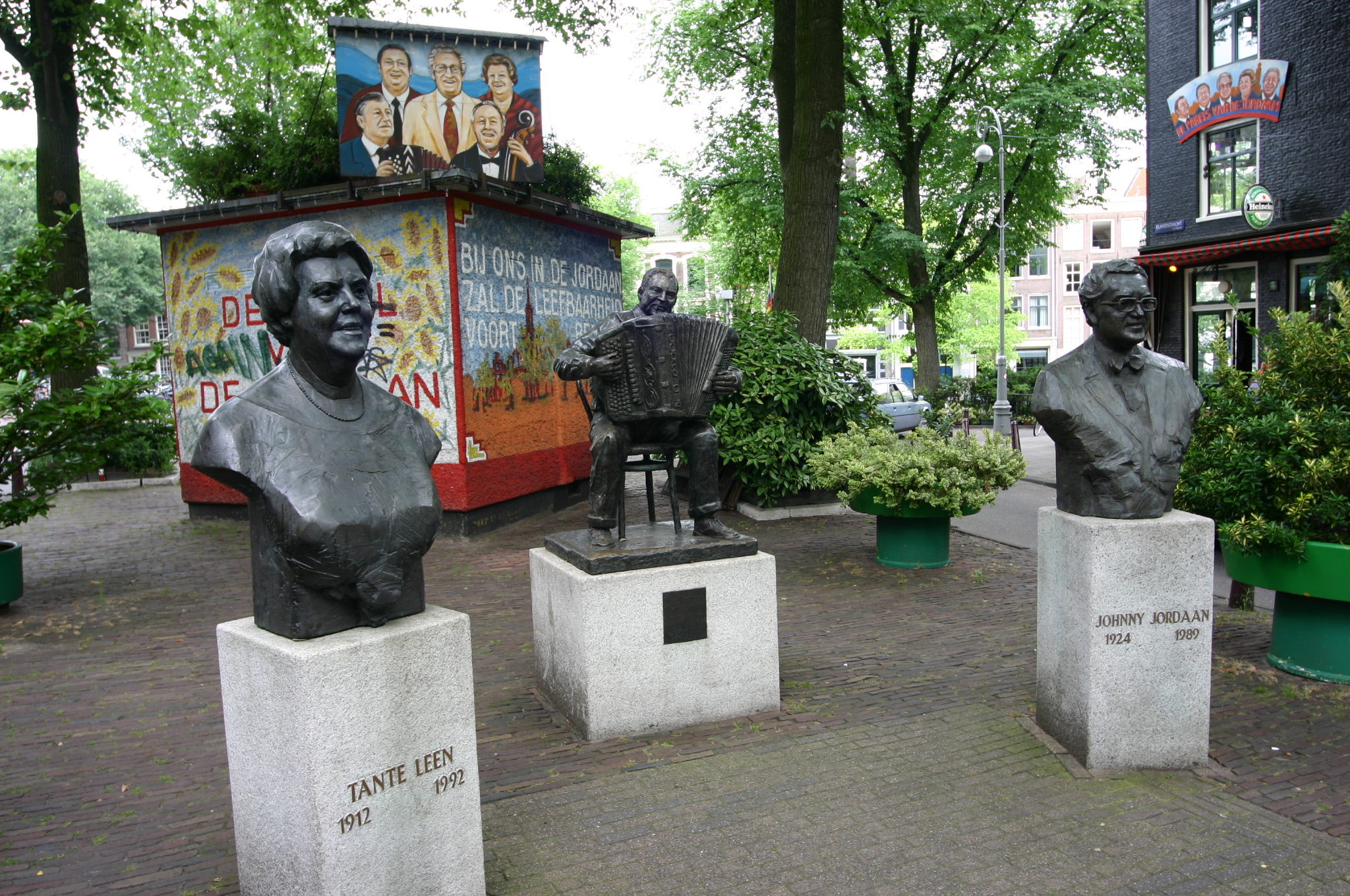
La Johnny Jordaanplein con i busti, oltre che di Johnny Jordaan, di Tante Leen e Johny Meyer

Johannes Hendricus van Musscher, in seguito noto con il nome d'arte di Johnny Jordaan, nasce ad Amsterdam il 7 febbraio 1924.
All'età di 9 anni è vittima di un incidente durante una lite con l'amico e nipote Carel Verbrugge (meglio noto in seguito noto con il nome d'arte Willy Alberti), incidente che gli causa la perdita dell'occhio sinistro, che sostituito da un occhio di vetro.
L'11 novembre 1943, si sposa con la diciassettenne Jannetje "Tottie" de Graaf.
La sua carriera nel mondo della musica inizia nel febbraio del 1955, quando, all'Hotel Krasnapolsky di Amsterdam, vince un concorso indetto dall'etichetta discografica Bovema.
Nello stesso anno, pubblica il suo primo singolo, in cui spicca soprattutto il brano del Lato B Bij ons in de Jordaan. L'anno seguente, pubblica il suo primo album, intitolato De Jordaan zingt 1.
Dovrà poi attendere il 1962 per la pubblicazione di una nuova hit, ovvero Daar mag je alleen maar naar kijken.
Nel frattempo, la sua vita privata è caratterizzata da una segreta relazione omosessuale, iniziata nel 1959 e che terminerà alla fine degli anni sessanta.
In seguito, tra il 1969 e il 1970, intraprende una tournée che lo porta negli Stati Uniti, Australia e Nuova Zelanda.
Nel 1981, è vittima di un ictus, che lo costringe alla semi-immobilità. Il 7 ottobre dell'anno seguente, Johnny Jordaan divorzia dalla moglie, divorzio che fa seguito al coming out dell'artista.
Johnny Jordaan muore ad Amsterdam domenica 8 gennaio 1989 a 64 anni.

## Discografia parziale

### Album
- 1956 – De Jordaan zingt 1
- 1957 – De Jordaan zingt 2
- 1957 – De Jordaan zingt 3
- 1958 – Liedjes van Willy Derby
- 1958 – Successen
- 1965 – Successen 1
- 1965 – Successen 2
- 1965 – Zo zo zo is de Jordaan
- 1965 – Jofel Mokum
- 1970 – Feest
- 1970 – Tussen Kerstmis en Nieuwjaar
- 1970 – Zingt Willy Derby
- 1981 – Vrolijk Kerstfeest
- 1981 – Ze zijn nog niet vergeten
- 1989 – De grootste successen
- 1989 – Het beste